# 米蘭 (喬治亞州)
米蘭（英語：Milan）是一個位於美國喬治亞州道奇縣和特爾費爾縣的城市。

## 地理
米蘭的座標為32°01′13″N 83°03′51″W / 32.02028°N 83.06417°W，而該地的平均海拔高度為95米（即312英尺）。

## 人口
根據2010年美國人口普查的數據，米蘭的面積為8.20平方千米，當中陸地面積為8.10平方千米，而水域面積為0.10平方千米。當地共有人口700人，而人口密度為每平方千米85人。